# Stephen Ambrose
Pour les articles homonymes, voir Ambrose.
Stephen E. Ambrose (10 janvier 1936, dans l'Illinois - 13 octobre 2002, dans le Mississippi) est un historien américain.

## Biographie
Il est né à Lovington (Illinois) et a grandi à Whitewater (Wisconsin). Lors du déclenchement de la Seconde Guerre mondiale, son père est enrôlé dans la Marine américaine, et sa famille le suit dans ses diverses affectations sur le territoire des États-Unis jusqu'à ce qu'il soit envoyé sur le front en Europe. À la fin de la guerre, la famille s'installa à Whitewater, Wisconsin. Stephen fait ses études à l'université du Wisconsin dans la perspective de devenir médecin, puis choisit d'étudier l'histoire. Il obtient un doctorat dans cette discipline et il commence sa carrière comme enseignant à l'Université de La Nouvelle-Orléans. Il publie son premier livre Halleck en 1962, lequel lui vaut alors un appel téléphonique de l'ancien président, Dwight Eisenhower, qui lui demande de rédiger sa biographie autorisée.
Pendant cinq ans, Ambrose rencontre régulièrement l'ancien président à Gettysburg, Pennsylvanie. Il bénéficie d'entretiens avec des amis et collaborateurs d'Eisenhower, et d'un accès aux documents présidentiels et rédige une biographie en deux volumes qui fait référence.
Ambrose a brièvement interrompu sa carrière à la Nouvelle-Orléans pour accepter un poste à l'université du Kansas. Toutefois, il est licencié après avoir chahuté le président Nixon lors de sa visite sur le campus du Kansas[réf. souhaitée]. Au cours de ses travaux, l'auteur a finalement trouvé beaucoup à admirer dans l'administration d'un président qui lui avait profondément déplu à l'époque[réf. souhaitée].
Dans d'autres recherches publiées, il rend compte de l'expédition Lewis et Clark, ou encore des « citoyens soldats » à travers l'expérience de soldats américains pendant la Seconde guerre mondiale, depuis le jour du débarquement en 1944, jusqu'à la capitulation de l'Allemagne en 1945. Ambrose est sollicité comme conseiller historique pour le film de Steven Spielberg à propos du Jour J, Il faut sauver le soldat Ryan. Spielberg et Tom Hanks produisirent plus tard une mini-série télévisée basée sur une autre œuvre d'Ambrose Frères d'armes. Cette mini-série, réalisée en coproduction avec HBO, est diffusée à la télévision française en juillet 2002.
Il prend sa retraite académique de professeur d'histoire à l'Université de la Nouvelle-Orléans et est nommé directeur émérite du centre Eisenhower, et devient le fondateur et président de la National D-Day Museum de la Nouvelle-Orléans. Il collabore à la rédaction d'une revue trimestrielle de l'histoire militaire, est membre du conseil d'administration de American Rivers et du Conseil pour le bicentenaire de Lewis et Clark. Il réside dans la baie de Saint-Louis (Mississippi ou à Helena (Montana). Ambrose est l'auteur d'environ trente livres, parmi lesquels Crazy Horse et Custer, Nothing Like It In the World (rien de tel dans le monde), D-Day, June 6, 1944 (Le jour J, 6 juin 44) et Wild Blue, un récit sur des aviateurs qui ont volé en B24 au-dessus de l'Allemagne.
Il meurt le 13 octobre 2002, dans le comté de St Louis (Mississippi) d'un cancer du poumon.